# Crowninshields Elefant

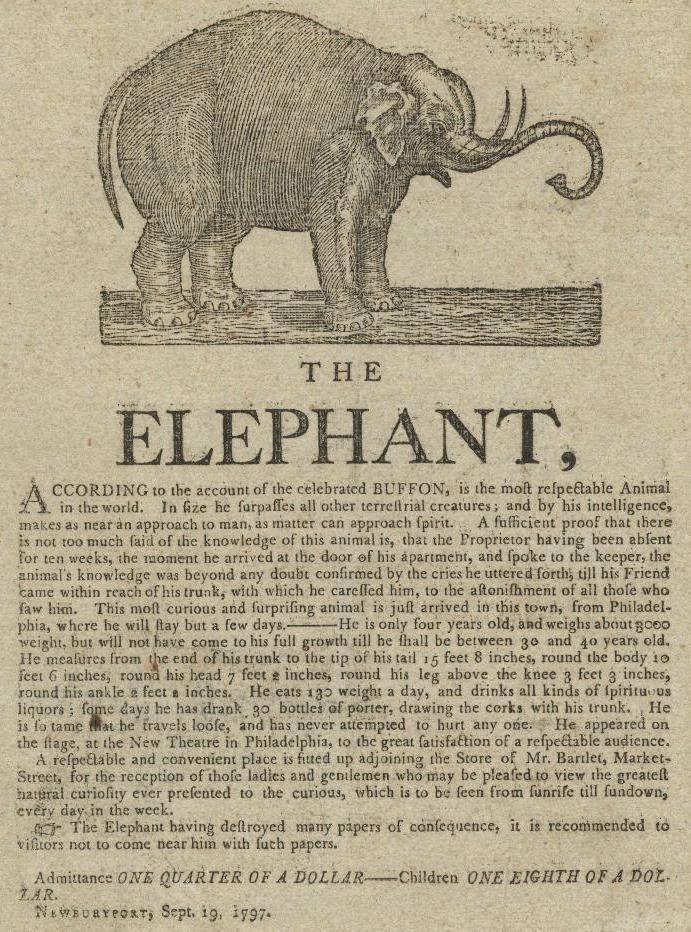
The Elephant. Anschlagzettel für den ersten Elefanten auf amerikanischem Boden. Gedruckt in Boston, 18. August 1797

Crowninshields Elefant (geboren um 1793, gestorben vermutlich am 31. Juli 1822 bei Chepachet, Rhode Island) war der erste Elefant auf amerikanischem Boden. Die Elefantenkuh gehörte Jacob Crowninshield aus Salem und kam 1796 nach New York. Das Tier erhielt keinen Eigennamen, denn es war das bis dahin einzige seiner Art in der Neuen Welt. Es wurde als The Elephant durch die nordamerikanischen Staaten geführt.

## Tierleben

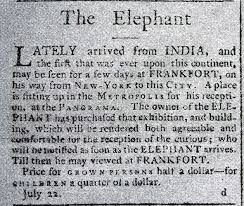
22. Juli 1796: Ankündigung für Frankford (Stadtteil von Philadelphia) mit Eintrittspreisen

Der etwa dreijährige Elefant erreichte am 13. April 1796 mit dem Schiff den Hafen New Yorks. Die America hatte am 3. Dezember 1795 unter Kapitän Jacob Crowninshield in Kalkutta abgelegt. Crowninshield hatte den Elefanten in Bengalen erworben. Das Tier wurde in New York unverzüglich dem Publikum präsentiert und anschließend noch im selben Jahr in Philadelphia und Baltimore ausgestellt.
Die Eintrittspreise waren mit einem halben Dollar für Erwachsene und einem Vierteldollar für Kinder anfänglich sehr hoch. Im darauf folgenden Jahr 1797 wurde das Tier in Salem gezeigt und dann in die Südstaaten gebracht.
1798 kam die Elefantenkuh per Schiff zurück nach Philadelphia und wechselte dort einem Bericht zufolge den Besitzer. Das Datum des Verkaufs ist unbekannt. Der Menageriebesitzer Savage soll den Elefanten für die hohe Summe von 10.000 Dollar erworben und soll ihn vorwiegend an der Westküste vorgeführt haben. Wiederum in Boston und in Salem ist ein Elefant für das Jahr 1804 nachgewiesen. Ob es sich dabei um Crowninshields Tier handelte, ist nicht ganz klar; mit der Elefantenkuh namens Old Bet, die in einigen Texten mit ihm identifiziert wurde, könnte auch ein zweiter Elefant auf amerikanischen Boden gebracht worden sein. „Wenn keine Verwechslung vorliegt“, starb die bengalische Elefantenkuh am 31. Juli 1822 bei Chepachet, Rhode Island.

## Quellenlage

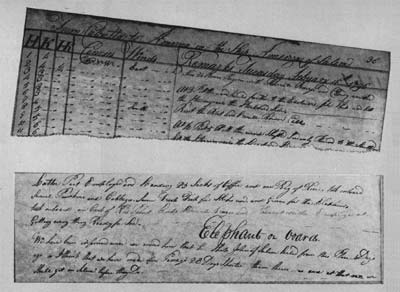
Aus dem Logbuch der America, 1796